# Windows NT 3.1
Windows NT 3.1 es la primera versión de la familia Windows NT de Microsoft, pensada para estaciones de trabajo y servidores de negocios. Fue lanzada el 27 de julio de 1993. A pesar de ser el primer lanzamiento, se optó por colocar una numeración más alta para que coincida con Windows 3.1, que en su momento fue la más reciente en la rama habitual.
Existieron 2 versiones de Windows NT 3.1: NT 3.1 para estaciones de trabajo y NT Advanced Server 3.1 para servidores. Es compatible con los microprocesadores Intel x86, DEC Alpha y MIPS R4000.

## Desarrollo
El desarrollo de Windows NT se inició en noviembre de 1988, después de que Microsoft contrató a un grupo de desarrolladores de Digital Equipment Corporation dirigido por Dave Cutler. Muchos elementos de diseño reflejan la experiencia con los anteriores DEC VMS y RSX-11. El sistema operativo fue diseñado para funcionar en múltiples conjuntos de instrucciones arquitectónicas informáticas y múltiples plataformas de hardware. Fue novedad que la plataforma de dependencias está oculta del resto del sistema por un módulo en modo núcleo denominado HAL.
Windows NT fue originalmente destinado a ser OS/2 3.0, la tercera versión del sistema operativo desarrollado conjuntamente por Microsoft e IBM. Cuando Windows 3.0 fue liberado en mayo de 1990, tuvo tanto éxito que Microsoft decidió cambiar la principal interfaz de programación de aplicaciones para el todavía inédito NT OS/2 (como era conocido entonces). Esta decisión causó tensión entre Microsoft e IBM, y la colaboración en última instancia se vino abajo. IBM continuó solo el desarrollo de OS/2, mientras que Microsoft continuaba la labor sobre la recién línea de sistemas, rebautizada Windows NT.
La primera demostración pública de Windows NT, en su momento llamada "Windows Advanced Server para Lan Manager", fue en una conferencia de desarrolladores en agosto de 1991, y se anunció oficialmente en la primavera de 1993 bajo el marco de Comdex, realizado en Atlanta, Georgia. Las interfaces de programación de aplicaciones en Windows NT se aplican de encima de los subsistemas de indocumentados Native API, que fue lo que permitió a la tardía adopción de la API de Windows. Windows NT fue el primer sistema operativo en utilizar Unicode internamente.

### N-Ten
Originalmente iba a ser creado para el Intel i860 (nombre en clave N10 o "N-Diez"). Sin embargo, el i860 fue retrasado varias veces antes de salir al mercado, por lo que el equipo de NT utilizó un emulador de hardware antes de que el prototipo del i860 (cuyo nombre en código es Escandilar) estuviera disponible. Más tarde se desarrollaría para más plataformas. En un primer momento, el i860 fue creado para mejorar la portabilidad y evitar la producción de un diseño centrado solo en el conjunto de instrucciones x86.

### Versiones
Windows NT 3.1 estaba disponible en 2 versiones:
- Windows NT Advanced Server
- Windows NT Workstation